# Onça de Pitangui
Onça de Pitangui is een gemeente in de Braziliaanse deelstaat Minas Gerais. De gemeente telt 3.129 inwoners (schatting 2009).

## Aangrenzende gemeenten
De gemeente grenst aan Conceição do Pará, Maravilhas, Pará de Minas, Pequi, Pitangui en São José da Varginha.